# Alyson Michalka
Alyson 'Aly' Renae Michalka (Torrance, 25 maart 1989) is een Amerikaans actrice en zangeres.
Michalka werd geboren in Torrance als dochter van Mark Michalka en Carrie Begley. Haar zus is Amanda Michalka.
Michalka heeft ook een muzikale carrière. Zo bracht ze in 2005 een album met haar zus uit; Into the Rush. Michalka zit samen met haar zus Amanda in een band genaamd 78violet, beter bekend als Aly & AJ.

## Biografie
Michalka groeide op in Seattle. Ze begon met pianospelen toen ze zes jaar oud was en met gitaarspelen op haar dertiende. Ze begon met acteren toen ze vijf jaar oud was, voornamelijk in kerkproducties. Michalka groeide op met het christelijke geloof, net als de andere leden van haar familie.
Michalka maakte haar acteerdebuut toen ze werd gecast voor de rol van Keely Teslow in Phil of the Future. Ze speelde ook in Now You See It..., als Allyson Miller, een ambitieuze televisieproducente. Ook is samen met haar zus te zien in de televisiefilm Cow Belles. Ze speelde Charlotte Barnes in de film 'Bandslam'. Michalka was van 2010 tot en met 2011 te zien in 22 afleveringen van Hellcats.

## Discografie
Met Aly & AJ:
- Into the Rush (2005)
- Ice Princess OST (2005) (gastoptreden)
- Acoustic Hearts of Winter (2006)
- Insomniatic (2007)
- Hellcats EP OST (2010) (gastoptredens)
- Ten Years (2017, EP)

Als 78violet:
- Hothouse (2013, single)

## Filmografie
| Jaar      | Titel                                      | Rol                | Opmerking                    |
| --------- | ------------------------------------------ | ------------------ | ---------------------------- |
| 2005      | Now You See It...                          | Allyson Miller     | Tv-film                      |
| 2005      | Disney 411                                 | zichzelf           | aflevering: 'Disney Mania 3' |
| 2005      | Aly & AJ In Concert                        | zichzelf           | [ 1 ]                        |
| 2005      | 79th Annual Macy's Thanksgiving Day Parade | zichzelf           | performer                    |
| 2005      | Walt Disney World Christmas Day Parade     | zichzelf           |                              |
| 2005      | Totally Suite New Year's Eve               | zichzelf           | [ 3 ]                        |
| 2005      | Disney 411                                 | zichzelf           | 3 afleveringen               |
| 2006      | Haversham Hall                             | Hope Mason         | pilot niet opgepikt.         |
| 2006      | American Music Awards                      | zichzelf           | presentatrice                |
| 2006      | CD USA                                     | zichzelf           | 4 Afleveringen: Artiest      |
| 2006      | Walt Disney World Christmas Day Parade     | zichzelf           |                              |
| 2006      | Cow Belles                                 | Taylor Callum      | Tv-film                      |
| 2006      | Phil Of The Future                         | Keeley Teslow      | 43 afleveringen              |
| 2006      | Disney 365                                 | zichzelf           | 2 afleveringen               |
| 2007      | Super Sweet 16: The Movie                  | Taylor             | Tv-film                      |
| 2007      | Punk'd                                     | zichzelf           | aflevering 8.8               |
| 2009      | Bandslam                                   | Charlotte Barnes   |                              |
| 2009      | Teen Choice Awards                         | zichzelf           |                              |
| 2009      | Xpose                                      | zichzelf           |                              |
| 2010      | Easy A                                     | Rhiannon Abernathy |                              |
| 2010-2011 | Hellcats                                   | Marti Perkins      | Tv-serie, hoofdrol           |
| 2011      | The Roommate                               | Tracy Morgan       |                              |
| 2011      | Remember me? (Sophie Kinsella)             | Lexi               |                              |

- Biblioteca Nacional de España: XX4910227
- Bibliothèque nationale de France: cb16159942s (data)
- International Standard Name Identifier: 0000 0001 1487 2430
- Library of Congress Control Number: no2006071226
- MusicBrainz: 84b087a6-a86e-4c6f-a207-90b676754ff7
- Nederlandse Thesaurus van Auteursnamen: 326216332
- Virtual International Authority File: 4686654
- WorldCat: E39PCjGHMFrtBRbVbp3WMW9DpX